# Uttertjärnen (Älvsby socken, Norrbotten, 730137-172873)
Uttertjärnen är en sjö i Älvsbyns kommun i Norrbotten och ingår i Piteälvens huvudavrinningsområde. Sjöns area är 0,013 kvadratkilometer och den befinner sig 140 meter över havet.